# キノ資本主義
キノ資本主義（キノしほんしゅぎ、英語: Keno capitalism）は、ポストモダン都市における土地利用を説明する都市構造モデルである。土地利用の様相がキノのゲームボードのようであることからこの名がつけられた。ロサンゼルスをモデルとする。提唱者は、マイケル・ディアおよびスティーブン・フラスティである。
ポストモダン都市では、都心を代表点とする都市構造をとらず、ランダムな都市要素から構成される。開発は周辺の土地利用とは無関係にランダムに進められ、中心を持たない断片的で非連続的な都市構造をなし、エッジシティやエスノバーブなどがランダムに立地している。

## 初出
- Dear, M. and Flusty, S. 1998. Postmodern Urbanism. Annals of the Association of American Geographers 88: 50-72. doi:10.1111/1467-8306.00084